# Janet Currie

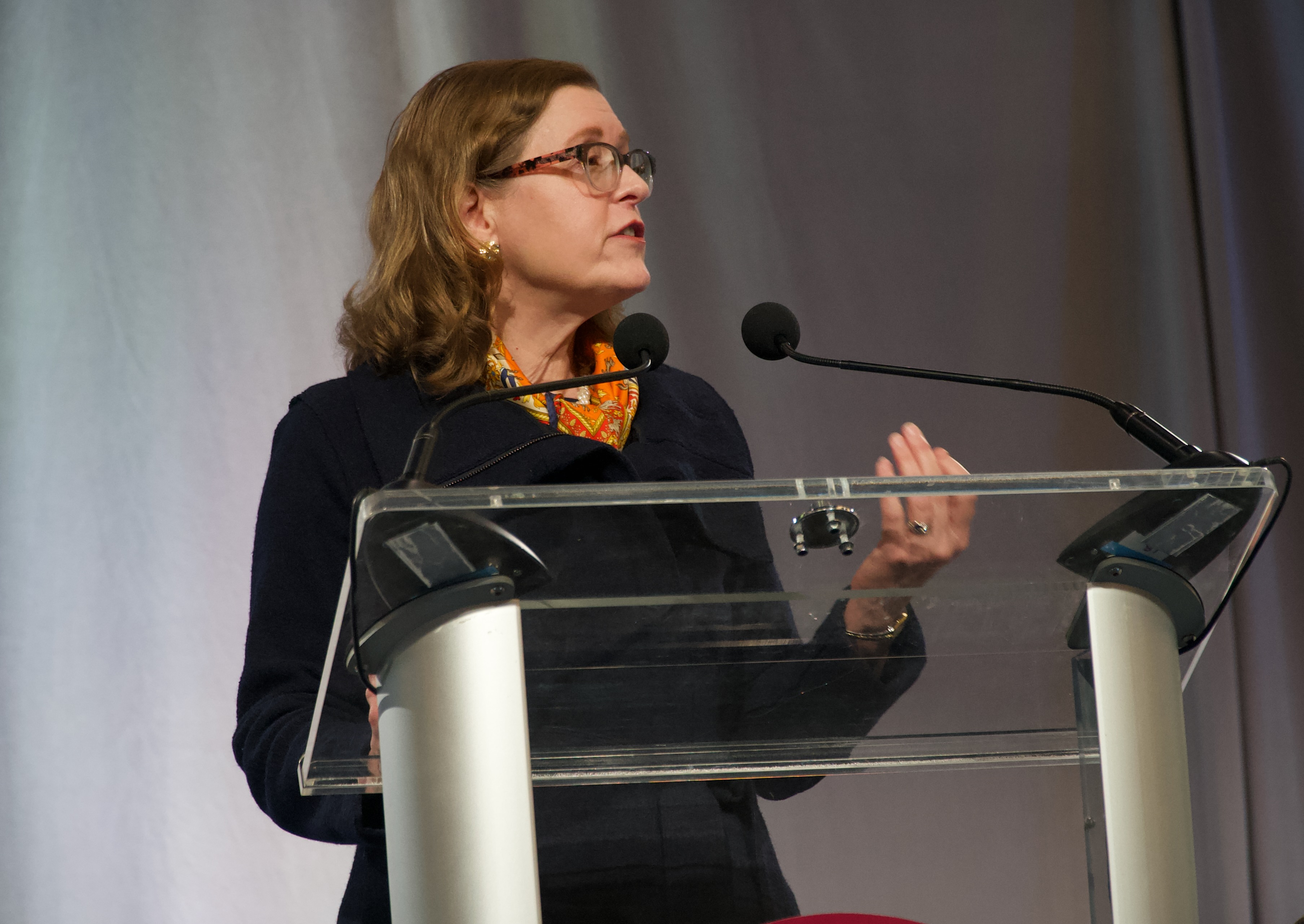
Janet Currie, 2025

Janet Marion Currie (* 29. März 1960 in Ontario) ist eine kanadisch-amerikanische Wirtschaftswissenschaftlerin und Hochschullehrerin.

## Werdegang, Forschung und Lehre
Currie studierte zunächst an der University of Toronto. 1982 schloss sie ihr Bachelor-of-Arts-Studium mit Auszeichnung ab, im folgenden Jahr graduierte sie als Master of Arts in Wirtschaftswissenschaften. Anschließend zog sie an die Princeton University weiter, hier beendete sie 1988 ihr Ph.D.-Studium in Wirtschaftswissenschaften.
Nach Abschluss des Studiums ging Currie als Assistant Professor zunächst an die University of California at Los Angeles, ab Juli 1991 an das Bostoner Massachusetts Institute of Technology. 1993 kehrte sie als Associate Professor an die University of California nach Los Angeles zurück, wo sie 1996 zur ordentlichen Professorin berufen wurde. Im Juli 2005 übernahm sie den Charles-E.-Davidson-Lehrstuhl für Wirtschaftswissenschaften, ehe sie die Hochschule ein Jahr später in Richtung Columbia University verließ. Dort saß sie als Professorin bis Sommer 2009 der wirtschaftswissenschaftlichen Fakultät vor. Im Januar des Jahres hatte sie die Sami-Mnaymneh-Professur übernommen. Im Juni 2011 kehrte sie an die Princeton University zurück, an der sie auf den Henry-Putnam-Lehrstuhl für Wirtschaftswissenschaften berufen wurde. Parallel übernahm sie den Direktorenposten des Center for Health and Well Being an der Hochschule.
Seit 2009 verantwortet Currie als Direktorin das Forschungsprogramm für Kinder des National Bureau of Economic Research. Ein Jahr später übernahm sie den Chefredakteursposten des Journal of Economic Literature. 2014/15 war sie für ein Jahr Präsidentin der Society of Labor Economists.
In ihrer Forschung und Lehre konzentriert sich Currie im Wesentlichen auf Gesundheit und Wohlbefinden von Kindern. Dabei setzte sie sich in ihren bisherigen Arbeiten insbesondere mit staatlichen und nicht-staatlichen Programmen zur Verbesserung von Krankenversicherungen, Versorgung im Rahmen von Gesundheitssystemen, und Ernährungsprogrammen für Kinder auseinander.
2014 wurde sie in die American Academy of Arts and Sciences gewählt, 2019 in die National Academy of Sciences und 2024 zum internationalen Mitglied der British Academy. 2015 wurde sie von der American Economic Association mit dem Carolyn Shaw Bell Award ausgezeichnet, für 2023 wurde ihr der Klaus J. Jacobs Research Prize zugesprochen und sie wurde 2023 als Distinguished CES Fellow ausgewählt. 2024 erhielt Currie den Jacob-Mincer-Preis. Sie ist Ehrendoktor der Universität Zürich (2017) und der Universität Lyon III (2016). Von 1993 bis 1995 war sie Sloan Research Fellow.

## Werke
Die folgende Auflistung gibt von Currie veröffentlichte Bücher wieder, zudem hat sie zahlreiche Zeitschriftenartikel und Arbeitspapiere verfasst.
- Welfare and the Well-Being of Children, 1995
- The Invisible Safety Net: Protecting the Nation’s Poor Children and Families, 2006